# Hisahito
Princ Hisahito od Akishina (秋篠宮悠仁親王殿下; Tokio, 6. rujna 2006.) je treće dijete princa i princeze Akishino, te njihov prvi sin.
Rođen je u privatnoj klinici u Tokiju. Prema trenutnom ustavnom pravu Japana, on je treći po redu nasljednik japanskog cara. Smatra se da je kao prvo muško dijete rođeno u japanskoj carskoj obitelji u 45 godina, s dnevnog reda skinuo moguću ustavnu krizu izazvanu nemogućnošću žena da nasljeđuju Prijestolje krizantema.